# Красносёлка (Староконстантиновский район)

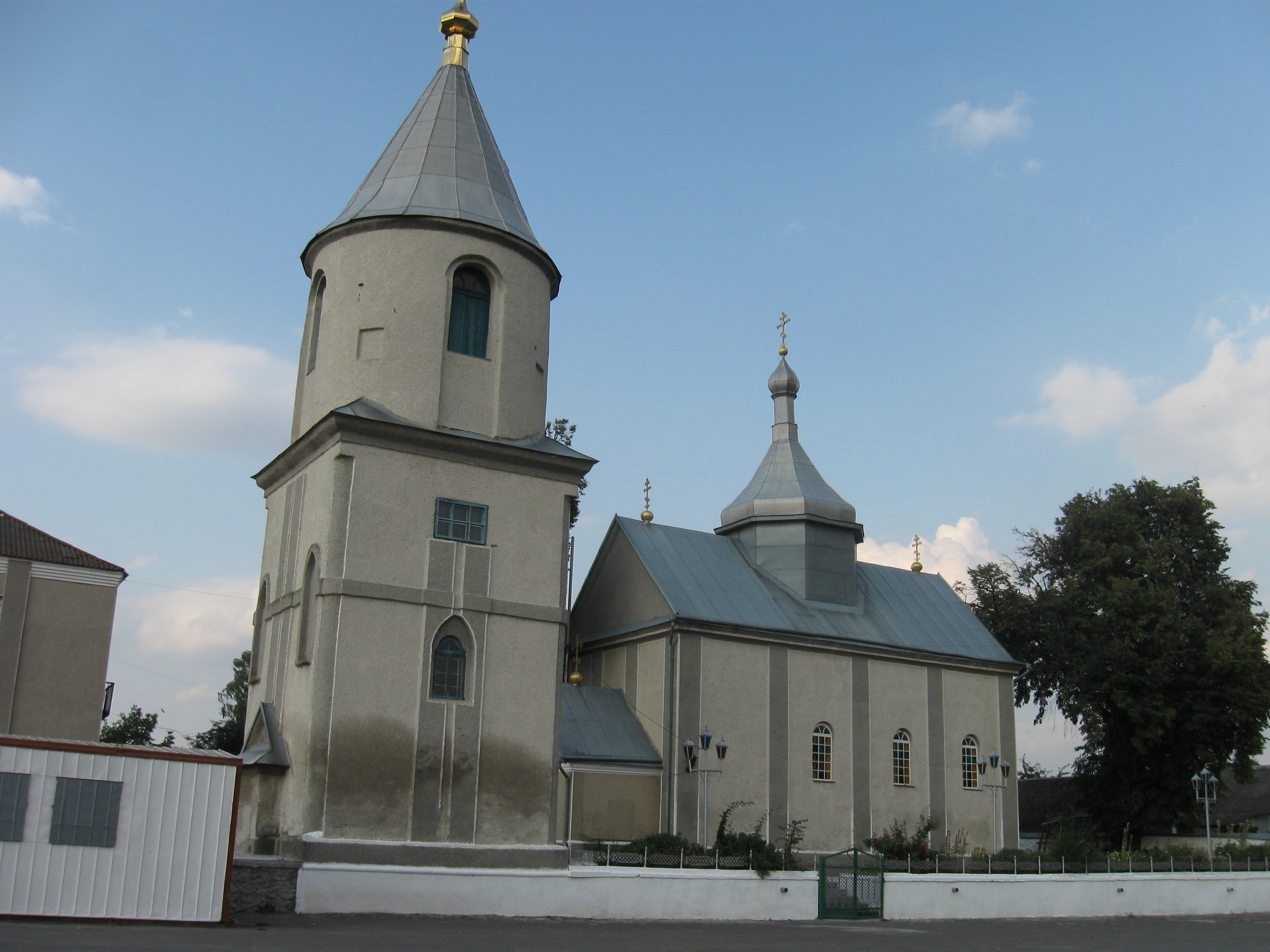
Церковь в селе

Красносёлка (укр. Красносілка) — село в Староконстантиновском районе Хмельницкой области Украины.
Население по переписи 2017 года составляло более 600 человек. Почтовый индекс — 31134. Телефонный код — 3854. Занимает площадь 2,031 км². Код КОАТУУ — 6824287702.

## Местный совет
31134, Хмельницкая обл., Староконстантиновский р-н, с. Сахновцы